# Kleutsch
Kleutsch is een plaats in de Duitse gemeente Dessau-Roßlau, deelstaat Saksen-Anhalt, en telt 424 inwoners (2006).